# Mare Nostrum (jeu)
Pour les articles homonymes, voir Mare nostrum (homonymie).
Mare Nostrum est un jeu de société.

## Histoire du jeu
Ce jeu a été créé par Serge Laget en 2003, (édité par Jeux Descartes) et révisé/amélioré en 2016 (réédité par Asyncron),. Il se joue de trois à cinq joueurs (six avec l'extension), sur environ deux heures.

## Synthèse
C'est un jeu de commerce, de diplomatie, de technologie et de guerre où chaque joueur incarne une civilisation de la Méditerranée antique : (Babylone, Carthage, Égypte, Grèce ou Rome). L'accent est mis sur le commerce, qui constitue la meilleure manière de rassembler les marchandises pour bâtir les monuments nécessaires à la victoire. Mais on peut aussi gagner ces mêmes marchandises en bâtissant des villes, en menant des guerres victorieuses et en gagnant les faveurs des dieux : plusieurs stratégies sont ainsi possibles.

## Matériel
Le jeu de base est constitué :
- de cartes héros, merveilles, ressources ;
- de pions en bois colorés : légion, forteresse, influence, trirème ;
- de pions en carton dessinés : caravanes, villes, marchés, temples ;
- d'un plan de jeu représentant la Mer Méditerranée de la Corse à Babylone, donc sans sa partie orientale ;
- huit dés à jouer.

### Les Héros
Les héros sont divisés en deux catégories :
- les héros spécifiques à une civilisation : Jules César, Cléopâtre, Hammourabi, Hannibal, Périclès ;
- les autres héros : Ulysse, Hélène de Troie, Archimède, Nabuchodonosor, Salomon, Agamemnon.

### Extension mythologique
- Un nouveau héros national : Atlas
- 21 nouveaux héros : Achille, Adonis, Ajax, Antigone, Ariane, Castor et Pollux, Circé, Crésus, Énée, Gilgamesh, Hamilcar, Hercule, Imhotep, Jason, Méduse, Midas, Minos, Moïse, Penthésilée, Reine de Saba et Spartacus
- Huit dieux : Athéna, Baal, Hermès, Ishtar, Isis, Mars et Poséidon
- une sixième civilisation, l’Atlantide
- une extension au plateau de jeu, couvrant la Gaule, l’Ibérie, la Maurétanie et l’Atlantide avec sa capitale Poséidonis
- trois pions « créature mythologique » par civilisation, en forme de sphinx, représentant des monstres qui combattront pour elle (Phénix, Kraken, Centaure, Béhémoth, Griffon et Titan)
- de nouveaux cartes et marqueurs pour que le jeu reste équilibré

## Mise en place
Chaque joueur commence le jeu avec trois régions sous son contrôle. Dans ces régions sont placées une à trois villes, une forteresse et des caravanes. Les héros nationaux peuvent parfois ajouter des unités.

## Déroulement
Un tour de jeu se compose de trois phases (quatre avec l’extension mythologique) :
- Phase commerciale. Les joueurs reçoivent les ressources que produisent leurs caravanes et les impôts que paient leurs villes. Le Maître du Commerce (celui qui a le plus de marchés et caravanes) décide ensuite de l’ordre des échanges, qui se font carte par carte. Il peut décider qu’il n’y aura pas d’échanges du tout. Le but est de se constituer des combinaisons de trois à douze cartes différentes, ou entièrement constituées d’impôts, pour payer ses achats lors des phases ultérieures. On peut économiser les impôts, mais pas les marchandises, le timing et la planification sont donc essentiels.
- Phase d’offrande aux dieux (extension). Le Grand Prêtre (qui a le plus de temples et de marchés) décide dans quel ordre les joueurs vont « acheter » les faveurs des dieux, en payant des cartes. Les dieux n'offrent leur soutien que pour un tour : au tour suivant, le joueur qui refera une offrande obtiendra la faveur du dieu, même si ce dernier était allié de son adversaire le tour précédent.
- Phase de construction. Dans l’ordre décidé par le Leader Politique (celui qui a le plus de cités et de temples), les joueurs achètent leurs villes et temples, leurs marchés et caravanes, et leurs unités militaires. Cette phase est cruciale car le leader « organise la paranoïa » : un joueur qui a peur d’être attaqué sacrifiera à la guerre plus qu’au commerce, ce qui le ralentit dans sa course à la victoire.
- Phase militaire. Le Maître des Armées (qui a la plus forte armée) décide dans quel ordre se dérouleront les opérations, forçant certains joueurs à avancer trop tôt et d’autres à attendre au lieu d’attaquer.

Lorsqu’un joueur envahit une région et gagne la bataille, il a le choix entre piller, occuper et convertir. L’occupation lui permet, au tour suivant, de percevoir le revenu de la province. Et la conversion lui permet, en deux tours et avec quelques dépenses, de s’approprier totalement la province. Pour finir, chacun revendique les titres du tour suivant.

## Fin de partie et vainqueur
Le but du jeu est de construire quatre merveilles ou héros, ou la merveille suprême : les pyramides.

## Récompense
Mare Nostrum a reçu le Sim d’Or du Concours international des créateurs de jeu de société.